# 森安豊一
森安豊一は、株式会社フジテレビジョンFNNプロデュース部部長。

## 略歴
1965年福岡県生まれ。福岡県立東筑高校卒、慶應義塾大学文学部人間関係学科社会学専攻卒。警察庁担当、ソウル支局特派員、警視庁キャップ、社会部デスク、外信部デスク、FNN推進部デスクを経て、2016年7月よりFNNプロデュース部長。特派員時代は、アフガニスタンや北朝鮮からも報告。